# 요제프 라너

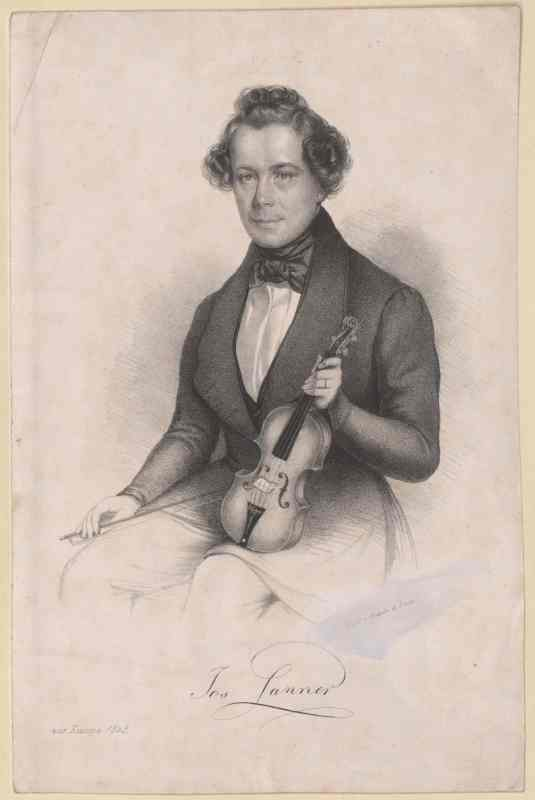

요제프 라너(Joseph Lanner, 1801년 4월 12일 ~ 1843년 4월 14일)는 오스트리아의 댄스 음악 작곡가이자 댄스 오케스트라 지휘자이다. 왈츠를 단순한 소작농 댄스에서 최고 사회 계층도 즐길 수 있는 춤으로 개혁한 최초의 빈 작곡가 중 하나로 간주된다. 그의 친구이자 음악 라이벌이면서 당시 오스트리아 밖, 특히 프랑스와 잉글랜드에서 더 잘 알려져 있던 요한 슈트라우스 1세만큼 유명하다.
딸 카타리나는 국제적인 발레 댄서가 되었으며 런던에 정착하여 영향력있는 안무가이자 교사가 되었다.

## 작곡

### 작품
- "Neue Wiener", Ländler (New Viennese), Op. 1
- "Trennungs-Walzer", waltz (Separation), Op. 19
- "Amoretten", waltz, Op. 53
- "Die Humoristiker", waltz (The Humorists), Op. 92
- "Pesther-Walzer", Op. 93
- "Abschied von Pest", waltz (Farewell from Pest), Op. 95
- "Die Werber", Op. 103
- "Marien-Walzer", (Maria Waltz), Op. 143
- "Malapou", galop, Op. 148
- "Hofballtänze", waltz (Royal Court Dances), Op.161
- "Steyrische Tänze" (Styrian Dances), Op. 165
- "Die Romantiker", waltz (The Romantics), Op.167
- "Hans-Jörgel", polka, Op. 194
- "Die Mozartisten", waltz, Op. 196 (based on themes from the operas of Wolfgang Amadeus Mozart )
- "Die Schönbrunner", waltz, Op. 200